# Medal im. Profesora Zygmunta Czubińskiego
Medal im. Profesora Zygmunta Czubińskiego – wyróżnienie honorowe, przyznawanym za wybitne prace naukowe mające charakter regionalnych monografii geobotanicznych, których podstawą jest oryginalna koncepcja naukowa. Ustanowiono go w 2000 r. podczas Walnego Zebrania Członków Oddziału Poznańskiego Polskiego Towarzystwa Botanicznego. Jego pomysłodawcą był prof. Janusz Bogdan Faliński. Kapituła nadaje Medal raz na 3 lata. Po raz pierwszy wyróżnienia wręczono w 2001 roku na Ogólnopolskim Zjeździe PTB w Poznaniu. Wraz z medalem wręczany jest dyplom.
Członkostwo PTB nie jest warunkiem koniecznym do wyróżnienia Medalem.

## Laureaci Medalu im. prof. Z. Czubińskiego[2]

### 2001
- zespół w składzie: prof. Władysław Matuszkiewicz, prof. Janusz B. Faliński, prof. Andrzej S. Kostrowicki, prof. Jan M. Matuszkiewicz, prof. Romuald Olaczek, prof. Teofil Wojterski za pracę pt. "Potencjalna roślinność naturalna Polski. Mapa przeglądowa 1:300 000"
- zespół w składzie: prof. Magdalena Ralska-Jasiewiczowa, prof. Tomasz Goslar, prof. Teresa Madeyska, prof. Leszek Starkel za pracę pt. "Lake Gościąż, Central Poland. A monographic study. Part 1"
- Instytut Dendrologii PAN w Kórniku za serię pt. "Atlas rozmieszczenia drzew i krzewów w Polsce" pod red. Stefana Białoboka, Zygmunta Czubińskiego i Kazimierza Browicza
- prof. Jacek Herbich za pracę pt. "Przestrzenno-dynamiczne zróżnicowanie dolin w krajobrazie młodoglacjalnym na przykładzie Pojezierza Kaszubskiego"
- prof. Bogdan Jackowiak za pracę pt. "Struktura przestrzenna flory dużego miasta. Studium metodyczno-problemowe"
- prof. Barbara Sudnik-Wójcikowska za pracę pt. "Czasowe i przestrzenne aspekty procesu synantropizacji na przykładzie wybranych miast Europy Środkowej"
- prof. Zdzisława Wójcik za pracę pt. "Zbiorowiska segetalne Pojezierza Suwalskiego" oraz za całość dorobku naukowego

### 2004
- dr Hanna Piotrowska za monografię pt. "Zróżnicowanie i dynamika nadmorskich lasów i zarośli w Polsce", [w:] Wydawnictwo Naukowe Bogucki w Poznaniu, 2003
- prof. dr hab. Stanisław Cieśliński za pracę pt. "Atlas rozmieszczenia porostów (Lichenes) w Polsce północno-wschodniej", [w:] Phytocoenosis – Supplementum Cartographiae Geobotanicae, 2003

### 2007
- dr hab. Agnieszka Popiela za pracę pt. "Phytogeographic aspects of the occurrence of forest vascular plant species in Pomerania (northwest Poland)", [w:] Botanische Jahrbücher für Systematik, 2004
- dr hab. Barbara Tokarska-Guzik za pracę pt. "The establishment and spread of alien plant species (kenophytes) in the flora of Poland", [w:] Wydawnictwo Uniwersytetu Śląskiego, Katowice, 2005
- dr Adam Stebel za pracę pt. "The mosses of the Beskidy Zachodnie as a paradigm of biological and environmental changes in the flora of the Polish Western Carpathians", [w:] Wydawnictwo Sorus, Poznań
- dr hab. Andrzej Brzeg za pracę pt. "Zespoły kserotermofilnych ziołorośli okrajkowych z klasy Trifolio-Geranietea sanguinei Th. Müller 1962 w Polsce", [w:]  Bogucki Wydawnictwo Naukowe, Poznań

### 2010
- dr hab. Władysław Danielewicz za pracę pt. "Ekologiczne uwarunkowania zasięgów drzew i krzewów na aluwialnych obszarach doliny Odry", [w:] Wydawnictwo Uniwersytetu Przyrodniczego, Poznań, 2008
- dr hab. Janusz Łuszczyński, prof. UJK za pracę pt. "Diversity of Basidiomycetes in various ecosystems of the Góry Świętokrzyskie Mts.", [w:] Monographiae Botanicae, 2007

### 2013
- dr Anna Zalewska – za dzieło Ecology of Lichens of the Puszcza Borecka Forest (NE Poland), wydane w 2012 r. przez Instytut Botaniki im. W. Szafera Polskiej Akademii Nauk w Krakowie

### 2016
- dr Alicja Barć, dr hab. Andrzej Brzeg, prof. UAM, dr hab. Aldona K. Uziębło, prof. dr hab. Stanisław Wika – za dzieło The upland mixed fir coniferous forest Abietetum albae Dziubałtowski 1928 in the central part of the Cracow-Częstochowa Upland, wydane w 2015 r. przez Wydawnictwa Uniwersytetu Śląskiego w Katowicach
- redaktorzy (prof. dr hab. Adam Zając i prof. dr hab. Maria Zając) oraz autorzy (dr Wacław Bartoszek, Stefan Gawroński, dr hab. Kinga Kostrakiewicz-Gierałt, dr Maciej Kozak, dr hab. Józef Mitka, prof. UJ, dr hab. Agnieszka Nobis, dr hab. Marcin Nobis, dr hab. Krzysztof Oklejewicz, prof. UR, dr hab. Alina Stachurska-Swakoń, dr Marian Szewczyk, prof. dr hab. Barbara Tokarska-Guzik, prof. dr hab. Krystyna Towpasz, prof. dr hab. Bogdan Zemanek) dzieła pt. Rozmieszczenie kenofitów w Karpatach polskich i na ich przedpolu, wydanego w 2015 r. przez Instytut Botaniki Uniwersytetu Jagiellońskiego w Krakowie

### 2019
- dr hab. Krzysztof Banaś – za monografię pt. The principal regulators of vegetation structure in lakes of north-west Poland. A new approach to the assembly of macrophyte communities, wydaną w 2016 r. przez Wydawnictwo Uniwersytetu Gdańskiego

### 2022
- zespół w składzie: prof. dr hab. Wiesław Mułenko (UMCS), dr Kamila Bacigálová (Słowacka Akademia Nauk), dr Monika Kozłowska (UMCS), dr Urszula Świderska-Burek (UMCS), dr Agata Wółczańska (UMCS), dr Maria Alicja Chmiel (UMCS) – za pracę pt. The microfungi of the Tatra Mountains and surrounding areas. An annotated catalogue, wydaną w 2020 r. przez Instytut Botaniki im. W. Szafera Polskiej Akademii Nauk
- dr hab. Monika Podgórska (UJK w Kielcach) – za pracę pt. The forest flora and vegetation on post-mining mounds in the northern foreland of the Świętokrzyskie Mountains. The vascular plant species as indicators of former iron ore mining areas wydaną w 2019 r. przez Instytut Botaniki im. W. Szafera Polskiej Akademii Nauk
- dr hab. Barbara Waldon-Rudzionek, prof. uczelni (UKW w Bydgoszczy) – za pracę pt. Szata roślinna wybranych fragmentów dolin Noteci i Kanału Bydgoskiego jako efekt zróżnicowania warunków siedliskowych i gospodarki człowieka wydaną w 2019 r. przez Wydawnictwo Uniwersytetu Kazimierza Wielkiego